# Комарово (Северная Осетия)
Комаро́во (осет. Хъарасу) — село в Моздокском районе Республики Северная Осетия — Алания. 
Входит в состав муниципального образования «Веселовское сельское поселение».

## География
Селение расположено у левобережья реки Терек, в северо-восточной части Моздокского района. Находится в 7 км к северо-востоку от районного центра Моздок и в 95 км к северу от города Владикавказ.
Граничит с землями населённых пунктов: Весёлое на северо-западе, Осетинский на севере, а также Дружба и Стодеревская на юго-востоке.
Населённый пункт расположен на восточной окраине наклонной Кабардинской равнины. Рельеф местности преимущественно равнинный, с курганными и бугристыми возвышенностями в некоторых местах. Вдоль южной окраины села тянутся невысокие обрывы. Средние высоты составляют около 130 метров над уровнем моря.
К востоку от села, в долине реки Терек расположен крупнейший лесной массив на территории Моздокского района — Алборовский лес, тянущаяся до юго-восточных окраин города Моздок.
Гидрографическая сеть на территории села представлена представлена в основном рекой Терек. К северу от населённого пункта проходит канал «Бурунный», которым орошают сельскохозяйственные угодья сельского поселения.
Климат влажный умеренный. Среднегодовая температура воздуха составляет +10,5°С. Температура воздуха в среднем колеблется от +23,5°С в июле, до -2,8°С в январе. Среднегодовое количество осадков составляет около 520 мм. Основное количество осадков выпадает в период с мая по июль. В конце лета часты суховеи, дующие из территории Прикаспийской низменности.

## История
Селение основано осетинами-переселенцами в 1776 году как хутор Екатерининский. Это было первое селение основанное осетинами на Моздокской низменности. В последующем, несколькими волнами также было основано ещё несколько осетинских хуторов и станиц в окрестностях города Моздок.
Первоначально хутор располагался у реки Терек в лесной чаще, но из-за частых разливов Терека и труднопроходимых приречных лесов, население хутора постепенно отступила на север.
В начале 1920 годов, хутор Екатеринский был переименован в село Комарово. В 1930-х годах из части села Комарово был образован посёлок Осетинский, который обслуживал железнодорожную станцию на ветке Прохладная—Гудермес.
В 1944 году вместе с городом Моздок и его окрестностями, село было передано в состав Северо-Осетинской АССР. В том же году село было включено в состав новообразованного Веселовского сельского Совета.

## Население
| 2002 | 2010 | 2021 |
| ---- | ---- | ---- |
| 572  | ↗599 | ↘510 |

Национальный состав
По данным Всероссийской переписи населения 2021 года:
| Народ      | Численность, чел. | Доля от всего населения, % |
| ---------- | ----------------- | -------------------------- |
| осетины    | 269               | 52,75 %                    |
| русские    | 176               | 34,51 %                    |
| кабардинцы | 34                | 6,67 %                     |
| грузины    | 9                 | 1,76 %                     |
| другие     | 22                | 4,31 %                     |
| всего      | 510               | 100 %                      |

## Здравоохранение
- Фельдшерско-акушерский пункт — ул. Ленина, 35.

## Инфраструктура
Основные объекты социальной инфраструктуры расположены в административном центре сельского поселения — селе Весёлое.
К северу от села проходит железнодорожная ветка, связывающая станции — Прохладная и Гудермес. Действует станция Осетиновская.

## Улицы
| Железнодорожная   |
| Интернациональная |
| Кабардинская      |
| Кавказская        |

| Кирова   |
| Комарова |
| Красная  |
| Ленина   |

| Мира         |
| Октябрьская  |
| Пролетарская |
| Руденко      |